# Kristopher Moitland
Kristopher Moitland Cabezas (San José, 2 de septiembre de 1983) es un deportista costarricense que compitió en taekwondo. Ganó cinco medallas en el Campeonato Panamericano de Taekwondo entre los años 2002 y 2012.

## Palmarés internacional
| Campeonato Panamericano | Campeonato Panamericano          | Campeonato Panamericano | Campeonato Panamericano |
| Año                     | Lugar                            | Medalla                 | Categoría               |
| ----------------------- | -------------------------------- | ----------------------- | ----------------------- |
| 2002                    | Quito (Ecuador)                  | Medalla de plata        | +84 kg                  |
| 2004                    | Santo Domingo ( Rep. Dominicana) | Medalla de bronce       | +84 kg                  |
| 2008                    | Caguas (Puerto Rico)             | Medalla de plata        | +84 kg                  |
| 2010                    | Monterrey (México)               | Medalla de oro          | +87 kg                  |
| 2012                    | Sucre (Bolivia)                  | Medalla de plata        | +87 kg                  |